# بیالکووو
بیالکووو (به بلغاری: Byalkovo) یک منطقهٔ مسکونی در بلغارستان است که در شهرستان گابروو واقع شده‌است.